# エドワード・ジョセフ・ブロックホイス
エドワード・ジョセフ・ブロックホイス（Edward Joseph Blockhuys、1860年/1862年12月6日 - 1931年2月24日）は、明治時代にお雇い外国人として来日したベルギーの教育者である。

## 経歴・人物
ブリュッセル首都圏のスカールベークの生まれ。幼少の頃にアントワープに移住し、同地の商業高校を卒業する。後にアテネ・ローヤル大学に入学し、卒業後に優秀な成績を収めたとして同大学修士を取得した。後にオーストラリアのシドニーに転勤する。
1892年（明治25年）11月、日本政府の招聘により来日した。高等商業学校（現在の一橋大学）で会計学の教鞭を執った。1898年（明治31年）には明治天皇から勲五等旭日章を授与され、勲四等瑞宝章も授与される等、日本とベルギーの関係の向上に貢献した。1902年（明治35年）、学制改革によりこの商業学校は東京高等商業高校と改名される。
1913年（大正2年）から1930年（昭和5年）までは東京帝国大学（現在の東京大学）で教鞭を執り、後に同大学の名誉教授となった。この業績により晩年の1928年（昭和3年）には昭和天皇より勲二等瑞宝章が授与され、多くの勲等を授与された数少ない外国人教師であった。1931年（昭和6年）日本で死去し、多磨霊園に葬られた。